# Viborg Teater
Viborg Teater er et teater beliggende i Gravene i Viborg. Bygningen er tegnet af arkitekt Søren Vig-Nielsen og indviet i 1909. Teaterbygningen har været fredet siden 1986. Teatret drives af en forening.

## Historie
I 1800-tallet havde Viborg fire forskellige pladser til skuespil, og da den sidste plads blev inddraget til hotelbyggeri i 1906, blev der nedsat et udvalg der skulle sikre et permanent sted for skuespil og teater i byen. Efter at placeringen i Gravene var bestemt, bevilgede Viborg Kommune 1000 kroner så man kunne få arkitekttegninger og et tilbud på opførslen af den nye teaterbygning. Det blev Søren Vig-Nielsen der blev arkitekt på bygningen og Karl Hansen Reistrup for alt dekoration. Finansieringen af opførslen skete igennem aktietegning til indbyggerene i Viborg, ligesom kommunen og den lokale sparekassen gav et lån til byggeriet. 
Teaterbygningen fik et grundareal på 890 m2 og 3 etager flere steder i bygningen. Den blev indviet 12. december 1909 ved en stor festforestilling.
Teatret blev også benyttet som biograf, og i sidste halvdel af 1980'erne fik bygningen en gennemgribende renovering da den var stærkt nedslidt. I samme forbindelse blev der indrettet en lille scene ved Rotunden, der kunne benyttes til blandt andet mindre forestillinger og foredrag. Viborg Teaters hovedsal indeholder 390 siddepladser.